# Alampalayam
Alampalayam è una suddivisione dell'India, classificata come town panchayat, di 15.823 abitanti, situata nel distretto di Namakkal, nello stato federato del Tamil Nadu. In base al numero di abitanti la città rientra nella classe IV (da 10.000 a 19.999 persone).

## Geografia fisica
La città è situata a 11° 22' 05 N e 77° 45' 29 E.

## Società

### Evoluzione demografica
Al censimento del 2001 la popolazione di Alampalayam assommava a 15.823 persone, delle quali 8.163 maschi e 7.660 femmine. I bambini di età inferiore o uguale ai sei anni assommavano a 1.688, dei quali 905 maschi e 783 femmine. Infine, coloro che erano in grado di saper almeno leggere e scrivere erano 9.787, dei quali 5.690 maschi e 4.097 femmine.